# كسوف الشمس 25 نوفمبر 2049
سيحدث كسوف كلي للشمس في 25 نوفمبر 2049. إنه حدث هجين ، مع وجود جزء بسيط فقط من مساره سوف يرى ككسوف كلي ، بينما أطرافة في البداية والنهاية سوف ترى ككسوف حلقي. يحدث كسوف الشمس عندما يمر القمر بين الأرض والشمس ، وبالتالي يحجب صورة الشمس كليًا أو جزئيًا عن مشاهد على الأرض. يحدث الكسوف الحلقي للشمس عندما يكون القطر الظاهري للقمر أصغر من قطر الشمس ، مما يحجب معظم ضوء الشمس ويتسبب في أن تبدو الشمس وكأنها حلقة. يظهر الخسوف الحلقي على شكل كسوف جزئي فوق منطقة من الأرض يبلغ عرضها آلاف الكيلومترات.

## الصور
مسار متحرك

## الخسوفات ذات الصلة

### كسوف الشمس 2047-2050
هذا الكسوف هو جزء من سلسلة كسوف الشمس 2047-2050. يتكرر الكسوف في كل 177 يومًا تقريبًا و 4 ساعات في العقد المتناوبة من مدار القمر.
ملحوظة: الخسوف الجزئي للقمر في 26 يناير 2047 و 22 يوليو 2047 يحدث في مجموعة خسوف السنة القمرية السابقة.
| مجموعات كسوف الشمس 2047-2050 | مجموعات كسوف الشمس 2047-2050 | مجموعات كسوف الشمس 2047-2050 | مجموعات كسوف الشمس 2047-2050 | مجموعات كسوف الشمس 2047-2050 |
| ---------------------------- | ---------------------------- | ---------------------------- | ---------------------------- | ---------------------------- |
| عقدة تصاعدية                 | عقدة تصاعدية                 |                              | عقدة تنازلية                 | عقدة تنازلية                 |
| 118                          | يونيو 23, 2047 جزئي          | 123                          | ديسمبر 16, 2047 جزئي         |                              |
| 128                          | يونيو 11, 2048 حلقي          | 133                          | ديسمبر 5, 2048 كلي           |                              |
| 138                          | مايو 31, 2049 حلقي           | 143                          | نوفمبر 25, 2049 هجين         |                              |
| 148                          | مايو 20, 2050 هجين           | 153                          | نوفمبر 14, 2050 جزئي         |                              |

### ساروس 143
وهو جزء من دورة ساروس 143 ، تتكرر كل 18 سنة ، 11 يومًا ، وتحتوي على 72 حدثًا.
- بدأت السلسلة مع كسوف جزئي للشمس في 7 مارس 1617
- الحدث الكلي من 24 يونيو 1797 حتى 24 أكتوبر 1995.
- بها خسوف هجين من 3 نوفمبر 2013 حتى 6 ديسمبر 2067
- خسوف حلقي من 16 ديسمبر 2085 حتى 16 سبتمبر 2536.
- تنتهي السلسلة عند العضو 72 ككسوف جزئي في 23 أبريل 2873.

كانت أطول مدة الكلية 3 دقائق و 50 ثانية في 19 أغسطس 1887. تحدث جميع الكسوفات في هذه السلسلة عند العقدة الصاعدة للقمر.
| تحدث أعضاء السلسلة 17-28 بين عامي 1741 و 2100 | تحدث أعضاء السلسلة 17-28 بين عامي 1741 و 2100 | تحدث أعضاء السلسلة 17-28 بين عامي 1741 و 2100 |
| 8                                             | 9                                             | 10                                            |
| --------------------------------------------- | --------------------------------------------- | --------------------------------------------- |
| مايو 23, 1743                                 | يونيو 3, 1761                                 | يونيو 14, 1779                                |
| 11                                            | 12                                            | 13                                            |
| يونيو 24, 1797                                | يوليو6, 1851                                  | يوليو17, 1833                                 |
| 14                                            | 15                                            | 16                                            |
| يوليو28, 1851                                 | أغسطس 7, 1869                                 | أغسطس 19, 1887                                |
| 17                                            | 18                                            | 19                                            |
| أغسطس 30, 1905 [الإنجليزية]                   | سبتمبر 10, 1923 [الإنجليزية]                  | سبتمبر 21, 1941 [الإنجليزية]                  |
| 20                                            | 21                                            | 22                                            |
| أكتوبر 2, 1959 [الإنجليزية]                   | أكتوبر 12, 1977 [الإنجليزية]                  | أكتوبر 24, 1995 [الإنجليزية]                  |
| 23                                            | 24                                            | 25                                            |
| نوفمبر 3, 2013                                | نوفمبر 14, 2031                               | نوفمبر 25, 2049                               |
| 26                                            | 27                                            | 28                                            |
| ديسمبر 6, 2067                                | ديسمبر 16, 2085 [الإنجليزية]                  |                                               |

### سلسلة ميتونيك
تتكرر السلسلة ميتونيك كل 19 عامًا (6939.69 يومًا) ، وتستمر حوالي 5 دورات. يحدث الكسوف في نفس تاريخ التقويم تقريبًا. بالإضافة إلى ذلك ، تتكرر سلسلة أكتون الفرعية 1/5 من ذلك أو كل 3.8 سنوات (1387.94 يومًا). تحدث جميع الكسوفات في هذا الجدول عند العقدة الصاعدة للقمر.
| 21 من أحداث الكسوف ، تتقدم من الجنوب إلى الشمال بين 1 يوليو 2000 و 1 يوليو 2076 | 21 من أحداث الكسوف ، تتقدم من الجنوب إلى الشمال بين 1 يوليو 2000 و 1 يوليو 2076 | 21 من أحداث الكسوف ، تتقدم من الجنوب إلى الشمال بين 1 يوليو 2000 و 1 يوليو 2076 | 21 من أحداث الكسوف ، تتقدم من الجنوب إلى الشمال بين 1 يوليو 2000 و 1 يوليو 2076 | 21 من أحداث الكسوف ، تتقدم من الجنوب إلى الشمال بين 1 يوليو 2000 و 1 يوليو 2076 |
| يوليو1–2                                                                        | أبريل 19–20                                                                     | فبراير 5–7                                                                      | نوفمبر 24–25                                                                    | سبتمبر 12–13                                                                    |
| 117                                                                             | 119                                                                             | 121                                                                             | 123                                                                             | 125                                                                             |
| ------------------------------------------------------------------------------- | ------------------------------------------------------------------------------- | ------------------------------------------------------------------------------- | ------------------------------------------------------------------------------- | ------------------------------------------------------------------------------- |
| يوليو1, 2000 [الإنجليزية]                                                       | أبريل 19, 2004                                                                  | فبراير 7, 2008                                                                  | نوفمبر 25, 2011                                                                 | سبتمبر 13, 2015                                                                 |
| 127                                                                             | 129                                                                             | 131                                                                             | 133                                                                             | 135                                                                             |
| يوليو2, 2019                                                                    | أبريل 20, 2023                                                                  | فبراير 6, 2027                                                                  | نوفمبر 25, 2030 [الإنجليزية]                                                    | سبتمبر 12, 2034                                                                 |
| 137                                                                             | 139                                                                             | 141                                                                             | 143                                                                             | 145                                                                             |
| يوليو2, 2038                                                                    | أبريل 20, 2042                                                                  | فبراير 5, 2046                                                                  | نوفمبر 25, 2049                                                                 | سبتمبر 12, 2053                                                                 |
| 147                                                                             | 149                                                                             | 151                                                                             | 153                                                                             | 155                                                                             |
| يوليو1, 2057                                                                    | أبريل 20, 2061                                                                  | فبراير 5, 2065                                                                  | نوفمبر 24, 2068 [الإنجليزية]                                                    | سبتمبر 12, 2072 [الإنجليزية]                                                    |
| 157                                                                             | 159                                                                             | 161                                                                             | 163                                                                             | 165                                                                             |
| يوليو1, 2076 [الإنجليزية]                                                       |                                                                                 |                                                                                 |                                                                                 |                                                                                 |

## روابط خارجية
- www.solar-eclipse.de - متوسط التغطية السحابية والمدن على طول مسار الكسوف
- http://eclipse.gsfc.nasa.gov/SEplot/SEplot2001/SE2049May31A. GIF